# Oslo Hospital

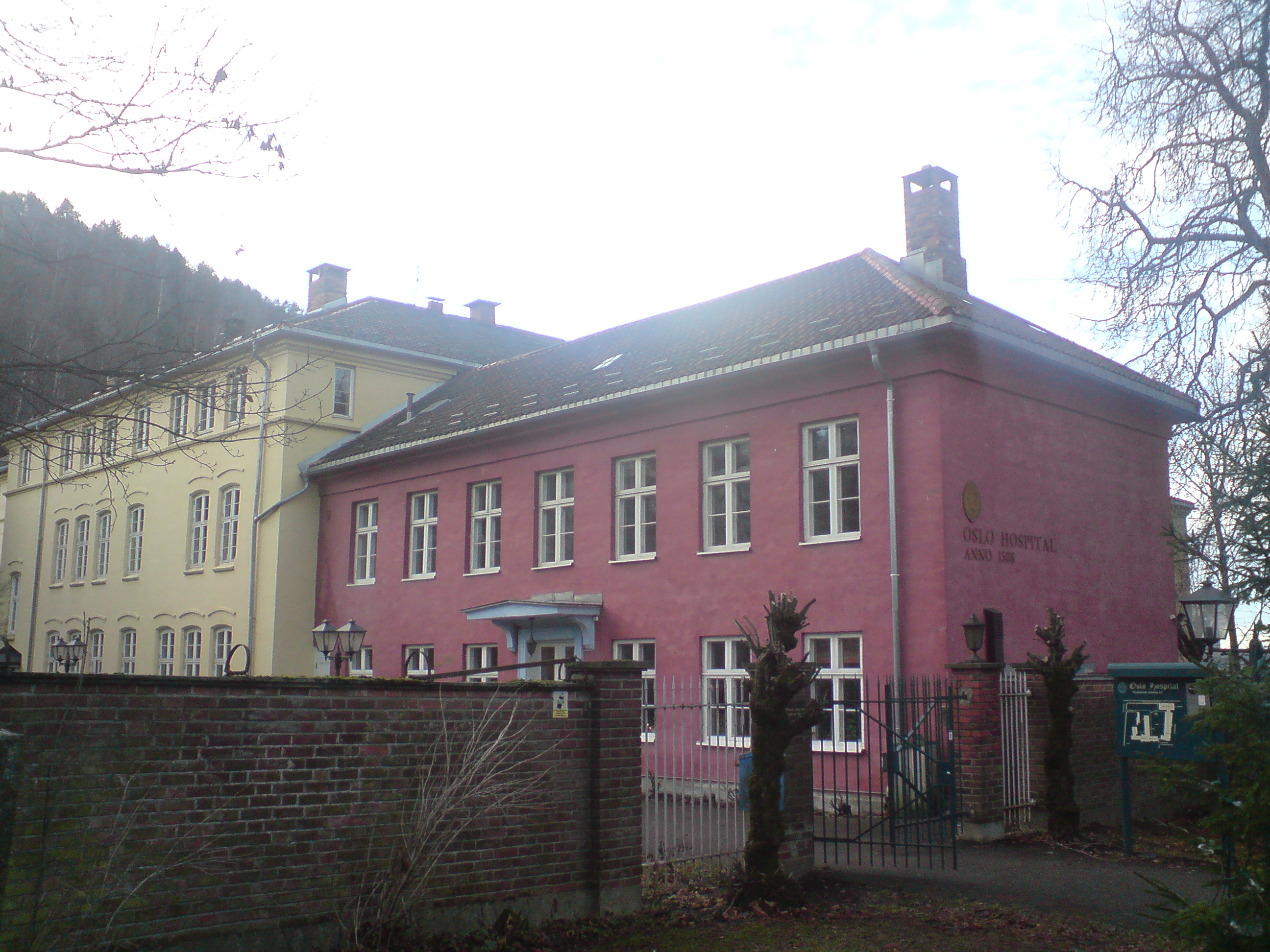
Oslo Hospital, Blick auf die Ostseite

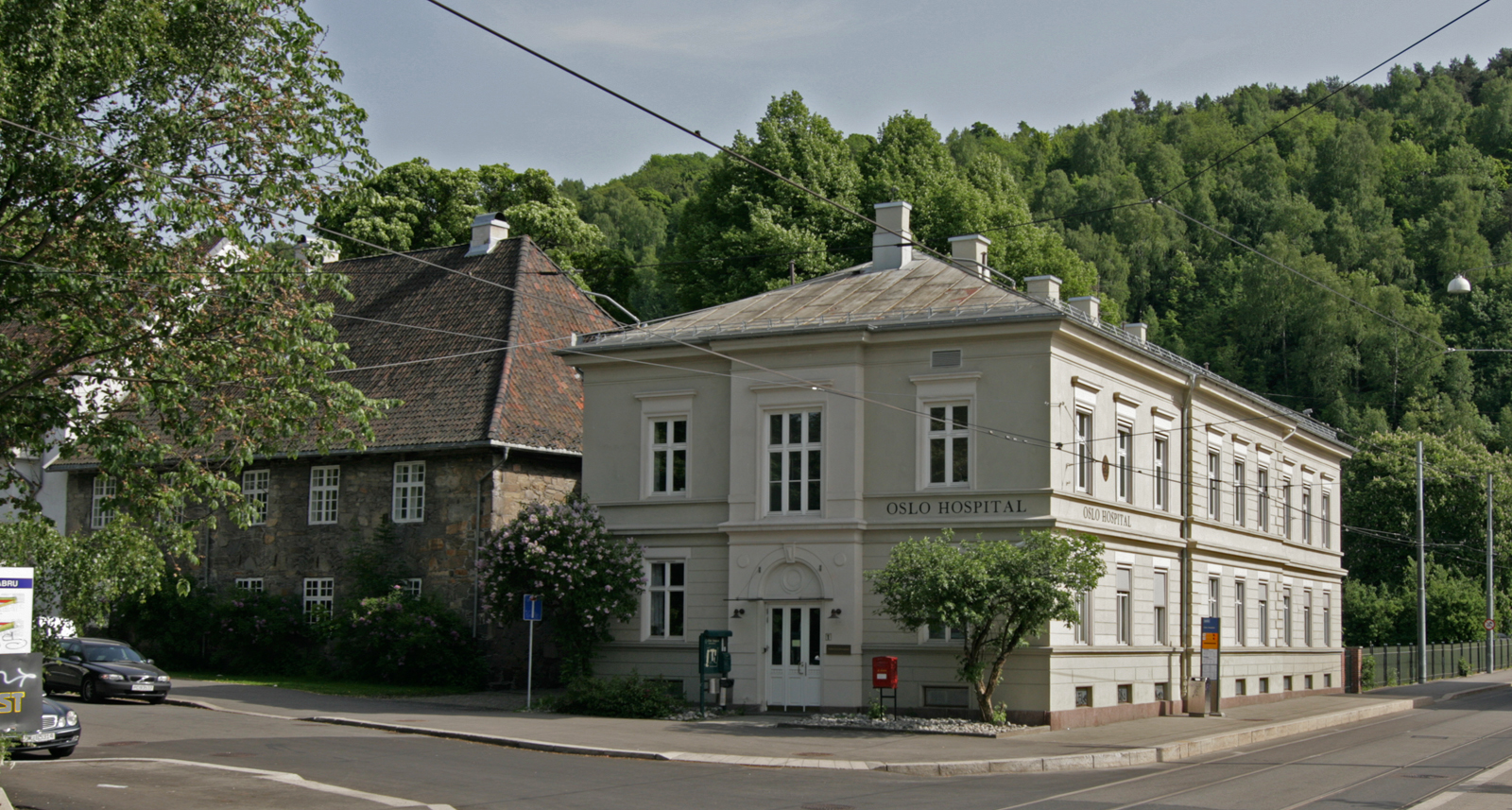
Oslo Hospital, Blick auf die Westseite

Das Oslo Hospital, Ekebergveien 1, befindet sich in der Altstadt von Oslo und ist die älteste psychiatrische Klinik Norwegens. Die Klinik besteht aus einem großen Komplex von denkmalgeschützten Gebäuden älterer und neuerer Bauart, unter ihnen auch Norwegens ältestes Krankenhausgebäude, das Gråsteinsbygningen, und die Gamlebyen kirke, die Pfarrkirche für die Altstadt und den nahegelegenen Stadtteil Ekebergskrenten, die früher auch als „Oslo hospitals kirke“ – die „Oslo Hospital Kirche“ bekannt war.
Das Krankenhausgelände umfasst 10,3 Hektar und grenzt im Norden an den „Ekebergveien“, im Süden an die „Konows gate“, im Westen an die „Oslo gate“ und den „Klosterhagen“ im Osten.

## Geschichte
Die heutigen Gebäude sind zum Teil auf den Ruinen eines alten Franziskanerklosters errichtet, das um 1290 auf Einladung von Herzog Håkon, des späteren norwegischen Königs Håkon V. Magnusson, errichtet worden war und zur Ordensprovinz Dacia gehörte. Die Klosteranlage war eines der ersten Steingebäude in Oslo, südlich von Alna, direkt an der Hauptverkehrsader des mittelalterlichen Oslo gelegen, der Geitabru, einer mehrfach in den nordischen Sagas erwähnten Brücke, die den westlichen und den östlichen Teil der Stadt verband. Die Franziskaner nutzten das Kloster bereits zur Betreuung von Leprakranken. Nach der Reformation, in deren Folge die Franziskaner ihr Kloster verlassen mussten, standen die Gebäude unter Verwaltung der dänischen Krone. Seit 1538 diente es der Betreuung von Alten und Kranken. Nach dem Brand von 1567 wurde am selben Ort ein neues Gebäude errichtet, das 1581 fertiggestellt wurde.
1737 wurde aus zahlreichen verschiedenen Gesteinstypen ein neues Steingebäude errichtet. Die dabei verwendeten Baustoffe Kalkstein, Schiefer und Gneis repräsentieren dabei die geologische Zusammensetzung der Region um Oslo. Von 1736 an diente das Hospital als psychiatrische Klinik. Seit 1777 lautete die offizielle Bezeichnung Dollhus for afsindige – „Tollhaus für Geisteskranke“. Das Gebäude wurde schließlich 1938 abgerissen und durch das noch heute erhaltene, von dem Architekten William K. Essendrop entworfene Hauptgebäude des Krankenhauses ersetzt. 1997 wurde das Hospital von der „Oslo Hospital Psykiatrisk Sykehus AS“ übernommen. Derzeit bietet das Krankenhaus Platz für 46 Patienten und 90 Mitarbeiter.